# Роведдер, Детлев Карстен
Детлев Карстен Роведдер (нем. Detlev Karsten Rohwedder, 16 октября 1932, Гота — 1 апреля 1991, Дюссельдорф) — германский государственный деятель, председатель Попечительского совета по управлению собственностью Германской Демократической Республики.

## Образование и карьера
Окончил школу им. Иммануила Канта в Рюссельсхайме. Изучал право и государственное управление в Майнце и Гамбурге. В 1961 защитил докторскую диссертацию по юриспруденции. Был совладельцем компании, занимавшейся управлением активами и бухгалтерией в Дюссельдорфе. С 1969 до 1978 занимал должность государственного секретаря Федерального министерства экономики в Бонне.
В 1979 избран главой сталелитейного концерна Хёш (Hoesch, в 1991 поглощён ТюссенКрупп), где действуя в интересах Дойче Банк успешно провёл финансовое оздоровление предприятия и обновление его производственных фондов. Под руководством Роведдера было распущено совместное предприятие с нидерландским производителем стали Хооговенс, и управляемый им концерн продолжил успешное развитие самостоятельно, за что Детлев Роведдер был удостоен премии Менеджер года (1983).
Кавалер государственных наград, член Социал-демократической партии Германии (с 1971).

## Во главе Попечительского совета
В июле 1990 Совет министров ГДР назначил Роведдера временным главой Попечительского совета по управлению собственностью Германской Демократической Республики, с января 1990 он становится председателем данного учреждения на постоянной основе. Задача ведомства, ставшего крупнейшим собственником в Европе, состояла в управлении, реорганизации и приватизации т. н. «народных предприятий», возникших в Восточной Германии после Второй Мировой войны в качестве базовых экономических единиц централизованно-управляемой социалистической экономики.
Согласно планам Федерального правительства, реализация приватизируемой госсобственности ГДР, состоявшей из 8 тыс. предприятий, должна была принести в казну 600 млрд марок. Реальная же выручка оказалась значительно ниже как следствие быстрой ломки плановой экономики ГДР и её неконкурентоспособности в новых условиях: в интервью Neuen Deutschland в 1990 Роведдер предупреждал о том, что излишняя жёсткость в реформировании обескровленной восточно-германской экономики приведёт к кризису и разрастанию безработицы.
Политика руководимого им Попечительского совета состояла в том, чтобы активами на востоке завладели прежде всего западногерманские финансово-промышленные гиганты, опережая конкурентов из Европейского экономического сообщества и США. В июле 1991 британское деловое издание The Economist раскритиковало деятельность Попечительского совета под руководством Роведдера за непрозрачность приватизации для иностранных инвесторов и, при отсутствии формальной дискриминации последних, де-факто предоставление западногерманским фирмам права первой руки. Месяцем позже на страницах New York Times бюрократия ведомства Роведдера была названа более существенным препятствием ко входу иностранного бизнеса в Восточную Европу, чем её полуразрушенная инфраструктура.

## Убийство
В последние месяцы жизни Роведдер получал угрозы жизни. За четыре дня до убийства супруга Роведдера безуспешно обращалась за усилением полицейской охраны. Вечером 1 апреля 1991 он был убит снайпером через окно второго этажа собственного дома в Дюссельдорфе (пуленепробиваемые стёкла стояли только на первом этаже). Вторым выстрелом была ранена его супруга, третья пуля попала в книжный шкаф.
Выстрелы были произведены с расстояния 63 метра из бельгийской винтовки FN FAL калибра 7,62 × 51 мм НАТО. На месте стрельбы среди прочего были найдены гильзы и письмо об ответственности RAF за данное убийство, подписанное боевиком этой организации Ульрихом Весселем. В 1992 году последовало ещё одно признание RAF в убийстве Роведдера, однако официально причастность к нему боевиков RAF доказана не была.
В 2001 году анализ ДНК частиц волос, обнаруженных на оставленном на месте преступления носовом платке, показал, что они принадлежали другому члену RAF Вольфгангу Грамсу. Однако, следствие посчитало эту улику недостаточной для возложения на Грамса вины в убийстве Роведдера. Таким образом, убийство Детлева Роведдера до сих пор считается нераскрытым.

## Последствия
Детлев Роведдер посмертно удостоен государственных похорон с почестями, где присутствовали первые лица ФРГ. Его могила находится на Северном кладбище Дюссельдорфа.
Здание Имперского министерства авиации, где располагалась штаб-квартира Попечительского совета, получило имя Детлев-Роведдер-хаус. В честь Д. Роведдера учреждена награда и названа улица в одном из германских городов.
Место Роведдера во главе Попечительского совета заняла Биргит Бройель, известная более радикальной политикой по приватизации активов ГДР и по привлечению к ней европейского и американского капитала.